# Palazzo Albani
Palazzo Albani è un edificio storico di Urbino. È sede delle segreterie del Dipartimento di Studi Umanistici, degli istituti di archeologia, storia dell'arte e filosofia; ospita inoltre alcuni laboratori di restauro, il Museo dei Gessi ed alcune aule universitarie.

## Storia
Il palazzo venne eretto verso la seconda metà del XV secolo, in concomitanza con l'approdo in città della famiglia Albani, i cui primi esponenti erano soldati di ventura originari dell'Albania, dove avevano combattuto per Giorgio Castriota Scanderbeg contro i Turchi. Il nucleo originario del palazzo è circoscrivibile alla parte aggettante verso l'odierna via Bramante, assieme al cortile interno, la cui facciata esterna dovrebbe risalire alla seconda metà del XVII secolo, anche se in uno stile quattro-cinquecentesco per restare fedele al modello originario. Secondo altre fonti, il portale ed il primo ordine di finestre dovrebbero risalire alla seconda metà del XV secolo, mentre il secondo ordine alla prima metà del secolo successivo.

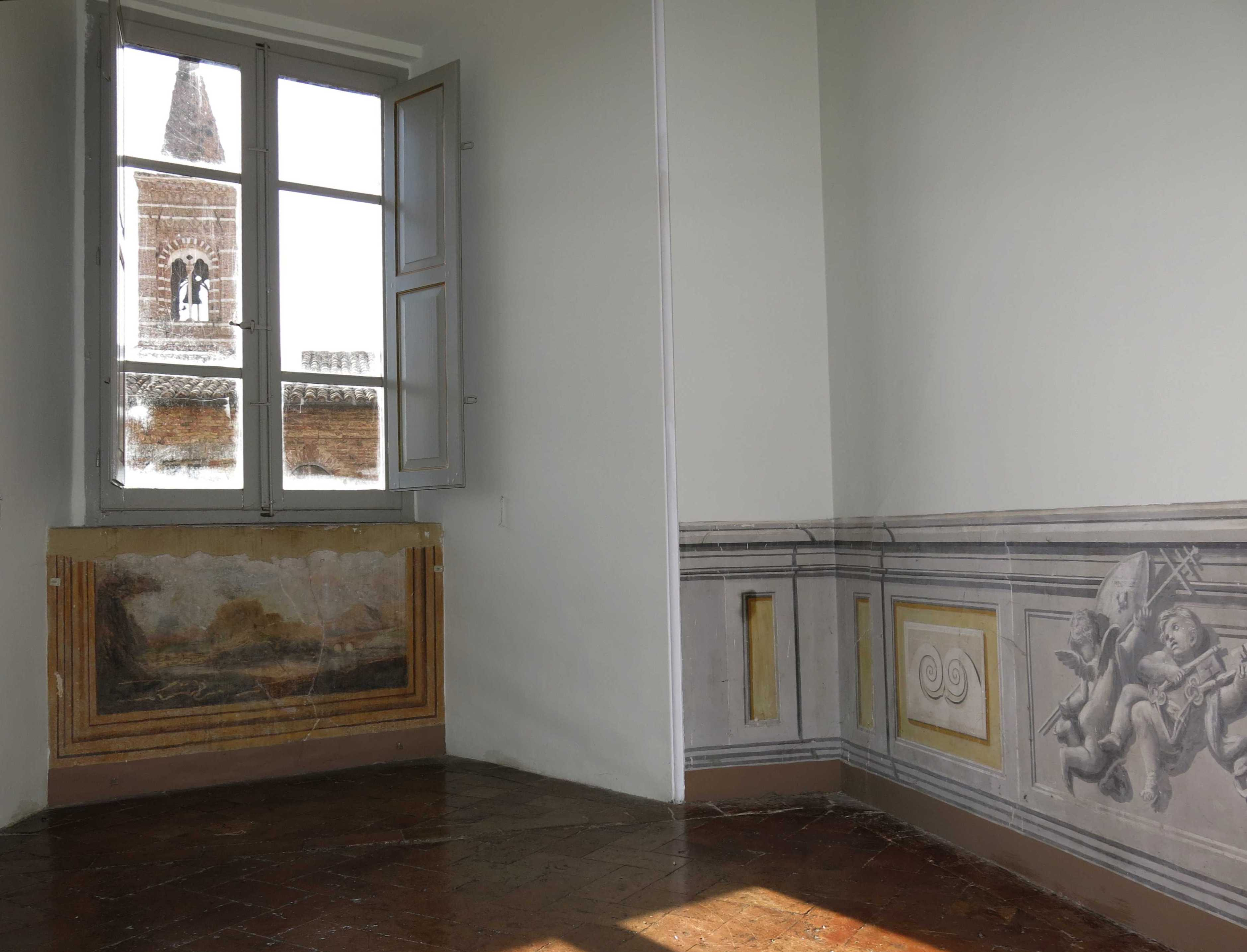
Gli affreschi del De Marchis

La famiglia Albani acquisì ben presto una notevole importanza nell'amministrazione della città e del Ducato; ascesa che culminò nel XVIII secolo, con l'elezione al soglio pontificio di Giovanfrancesco, oltre alla consacrazione a cardinali di Alessandro e Annibale, nipoti di Clemente XI. È in questo periodo (prima metà del secolo), soprattutto col cardinal Annibale, che il palazzo fu ristrutturato ed ampliato fino ad inglobare l'intero isolato, in particolare verso l'odierna via del Balestriere, con la sistemazione anche del grande cortile pensile interno. Resta incerta la paternità del progetto di ristrutturazione, anche se l'architetto dovrebbe essere uno tra Pietro Paolo Alfieri, Filippo Barigioni, Gian Battista Bartoli o Luigi Vanvitelli. Le sale interne del primo e del secondo piano nobile furono abbellite di stucchi, che alcuni attribuiscono a Vanvitelli, e affreschi, realizzati da Carlo Roncalli, pittore di Casa Albani, e Alessio De Marchis, quest'ultimo realizzò amene vedute di paesaggio sotto alle finestre e sulle volte dei soffitti. Roncalli realizzò sulla volta a specchio della sala al secondo piano, sull'angolo tra le vie Bramante e del Balestriere, le Quattro Stagioni e l'Aurora (quest'ultima scomparsa).
Gli Albani rimasero proprietari del palazzo fino alla metà del XIX secolo, quando la famiglia si estinse; evento che portò alla suddivisione del grande patrimonio artistico (per collezione di opere) e librario (per la ricca biblioteca ed il prezioso archivio di famiglia). Da allora e per molti anni, il palazzo fu soggetto ad un lungo periodo di abbandono, terminato solamente verso gli anni venti del XX secolo, quando fu acquistato dalla famiglia Renzetti che lo risanò, mantenendone la proprietà fino alla fine del secolo, ma destinando a diversi scopi i vari piani del palazzo. Se alcuni ambienti del pianoterra furono destinati ad attività commerciali, quelli dei piani superiori ospitarono l'abitazione di alcuni membri della famiglia e la sede degli istituti universitari di archeologia e storia dell'arte.
Nel 1998 il palazzo è passato di proprietà esclusiva dell'Università cittadina, che oltre a mantenervi i due istituti già presenti, archeologia (primo piano) e storia dell'arte (secondo piano nobile); vi ha allocato, prima la presidenza e la segreteria della Facoltà di Scienze Politiche, poi le segreterie del Dipartimento di Studi Umanistici (primo piano nobile) e dei laboratori di restauro di opere d'arte (Pianterreno). Inoltre è stata attuata una radicale ristrutturazione della parte posteriore dell'edificio, verso via Timoteo Viti, slegata da molto tempo dalle vicende del palazzo, che ora ospita alcune aule universitarie e un'ampia sala studio, usate prevalentemente dal Dipartimento di Studi Umanistici, e dove ha sede anche il Museo dei Gessi (Gipsoteca).

La biblioteca dell'Istituto di Storia dell'Arte

## Descrizione
Si sviluppa sul versante sud-orientale del colle del Monte, con una pianta trapezoidale su quattro piani. Al centro del palazzo si apre il grande cortile pensile, in forma rettangolare, che sull'angolo sud-orientale, si affaccia, con un'elegante balaustra in pietra, sul cortile quadrilatero, più piccolo e antico. Su quest'ultimo cortile, al livello del piano terra, si aprono tre arcate (una sul lato nord e due sul lato est), corrispondenti al corridoio dell'atrio principale del palazzo. Il lato occidentale del cortile è adornato dalla balaustra del cortile pensile (al livello del primo piano nobile), sotto di essa si trova al centro una nicchia, ove vi era un antico ninfeo, e in asse con questa vi è una piccola mensola lapidea che sosteneva un busto di origine romana. La nicchia è fiancheggiata da due portali lapidei architravati. Il laterizio a vista domina su tutti i prospetti esterni del palazzo ed anche come pavimentazione dei cortili, in cui si alterna con la pietra. La balaustra ed il busto sono stati recentemente rimossi ed in sostituzione della prima, è stata sistemata una provvisoria ringhiera in tubolare d'acciaio Innocenti, emblematico del pessimo stato di conservazione dei cortili.
Il palazzo costituisce un piccolo isolato, la cui facciata principale (lato sud) affaccia su via Donato Bramante, mentre quelle secondarie su vie del Balestriere (lato ovest) e Timoteo Viti (lati est e nord). La fronte principale, piuttosto lunga, si presenta con una particolare linea poligonale convessa che la suddivide in quattro parti. Il portale principale ha una posizione fortemente decentrata, verso l'angolo sud-orientale, in asse col cortile più piccolo, dal momento che si tratta della parte più antica. Questo portale è architravato, con decorazione in stile rinascimentale (modanature lineari intorno, sovrastate da fregio e cornice), replicata anche dalle finestre del primo piano nobile, poggianti su una cornice marcadavanzale. Invece le finestre del secondo piano nobile, anch'esse architravate, hanno però delle cornici un po' diverse, coi lati abbelliti da lesene corinzie scanalate, sostenenti una trabeazione. Anche le finestre del piano terra (anch'esse architravate) sono contornate da cornici lapidee, con semplici modanature lineari; sotto di esse si trovano dei piccole finestre rettangolari, corrispondenti al piano seminterrato, adorne semplicemente da una cornice in pietra, priva di decorazioni. Le finestre dei vari piani sono perfettamente in linea tra di esse, inclusi il portale principale ed alcuni accessi delle antiche botteghe, abbastanza grandi, coronati da arcate a tutto sesto. Negli altri prospetti non vi sono ulteriori decorazioni lapidee, solo in via Viti, verso l'angolo sud-orientale, vi sono le quattro imponenti finestre ad arco a tutto sesto dello scalone principale. Anche su via del Balestriere, verso l'angolo sud-occidentale, si trova un ingresso secondario, più ristretto, concluso da un arco a tutto sesto e abbellito da una semplice cornice in pietra, che immette in un secondo vano scale, voltato a botte, per i piani nobili soprastanti. Queste scale sono illuminate da quattro finestre ad arco. Sempre verso via del Balestriere, vicino all'ingresso secondario, vi è anche una grande finestra con arco a tutto sesto, per cercare di prendere la maggior luce possibile dalla stretta via su cui affaccia, per una ambiente del piano nobile. Un ultimo arco a tutto sesto, corona una grande porta, a metà di quest'ultima via, accesso per le antiche scuderie. I piani nobili sono concentrati nella parte meridionale del palazzo, mentre in quella settentrionale, si concentravano gli ambienti più di servizio, tanto da essere stata rimaneggiata fin oltre la metà del XX secolo, quando ospitò una sala cinematografica.

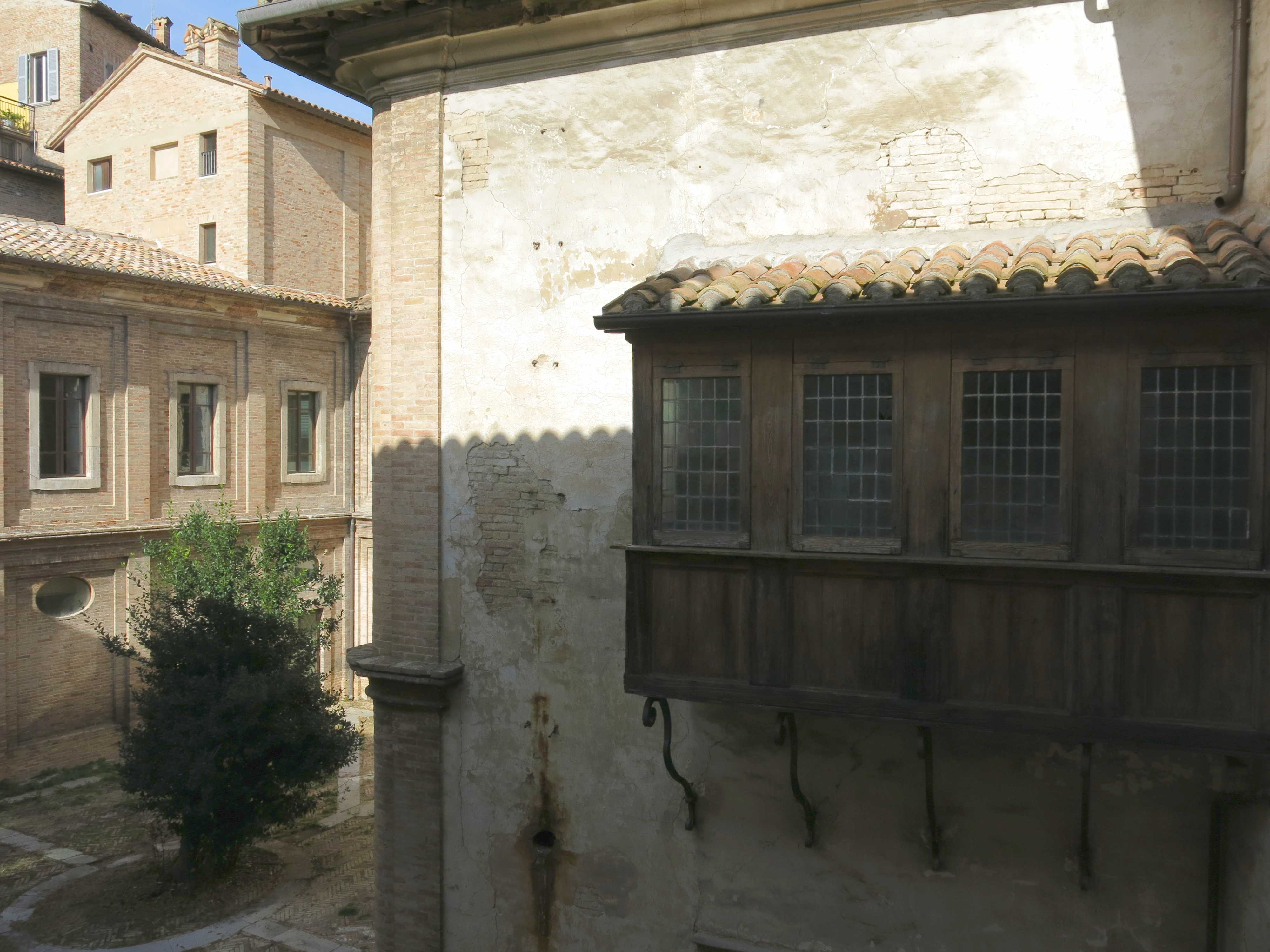
Il cortile interno

L'atrio e lo scalone principale presentano volte a botte, a crociera e a sesto ribassato; invece le sale dei piani nobili presentano in massima parte volte a specchio, a padiglione o a botte, ma tutte abbellite da portali lapidei o marmorei e raffinate decorazioni baroccheggianti, oltre agli affreschi tra gli stucchi delle volte e sotto le finestre. Anche i pavimenti, in cotto, presentano eleganti decorazioni e trame geometriche. Naturalmente lo stemma degli Albani (Il trimonzio sovrastato da una stella ad otto punte) ricorre molto spesso nelle decorazioni dell'interno. Le facciate del cortile pensile presentano due ordini di aperture architravate, divise orizzontalmente da una cornice marcapiano ed inquadrate da lesene e riquadrature concentriche digradanti. Le cornici del secondo ordine sono in pietra, mentre quelle del primo sono in semplici laterizi; in quest'ultimo ordine vi sono anche alcuni accessi, sovrastati da oculi ovali; solo quest'ultimi sono presenti in corrispondenza degli ambienti delle antiche scuderie (lato ovest). Nel cortile più piccolo, al livello del secondo piano nobile, sul lato nord, vi è un suggestivo ballatoio ligneo e coperto, affrescato all'interno con la riproduzione di un piccolo vigneto.

### Cappelle interne
Nel palazzo si trovano due cappelle interne, una al primo piano, tra il lato prospiciente via del Balestriere ed il cortile pensile interno. È costituita da una piccola sala rettangolare, coperta da una volta a crociera; avente l'altare, in marmi policromi, su un lato corto, entro una piccola abside circolare. La progettazione di tale ambiente dovrebbe risalire alla mano del Barigioni. Sopra all'altare è collocata una statua lignea raffigurante San Giuseppe che tiene per mano Gesù bambino di autore ignoto. La raffigurazione di tale Santo è legata alla particolare devozione che la famiglia aveva per esso, comprovata dall'appartenenza e dalla grande munificenza di molti esponenti di Casa Albani alla Confraternita di San Giuseppe. Invece la seconda cappella si trova al secondo piano.

## Museo dei Gessi

Il Museo dei Gessi

È composto da un piccolo nucleo di calchi in gesso di celebri sculture greco-romane, che costituisce solo una piccola parte della più ampia collezione posseduta dal Regio Istituto di Belle Arti delle Marche, ed usata in origine per gli scopi didattici dell'Istituto. Questa parte della gipsoteca fu trasferita a palazzo nel 1974, dopo un accordo tra la Scuola del Libro, l'Istiuto di Archeologia dell'Università e la Soprintendenza alle Belle Arti. Il museo nacque nel 1988, ma in seguito alla ristrutturazione della parte posteriore, agli inizi del XXI secolo, fu qui trasferito in alcuni ambienti al piano terra, con suggestive murature in mattoni a vista. L'odierna sistemazione è stata inaugurata nel 2012.